# Єсьоновець
Єсьоновець (пол. Jesionowiec, нім. Jeschonowitz) — село в Польщі, у гміні Вельбарк Щиценського повіту Вармінсько-Мазурського воєводства.
Населення — 175 осіб (2011).
У 1975-1998 роках село належало до Ольштинського воєводства.

## Демографія
Демографічна структура станом на 31 березня 2011 року:
|          | Загалом | Допрацездатний вік | Працездатний вік | Постпрацездатний вік |
| -------- | ------- | ------------------ | ---------------- | -------------------- |
| Чоловіки | 99      | 26                 | 67               | 6                    |
| Жінки    | 76      | 17                 | 38               | 21                   |
| Разом    | 175     | 43                 | 105              | 27                   |